# Anyone Who Had a Heart
«Anyone Who Had a Heart» (с англ. — «Те, у кого есть сердце») — песня, записанная американской певицей Дайон Уорвик в 1963 году для её второго одноимённого студийного альбома. Авторами и продюсерами стали Берт Бакарак и Хэл Дэвид. Песня была записана с одного дубля на студии Bell Sound Studios на Манхэттене в ноябре 1963 года.
Песня была выпущена как сингл с альбома в ноябре 1963 года. «Anyone Who Had a Heart» стал первым синглом певицы, вошедшим в первую десятку в США, он занял 8 место в чартах Billboard и Cash Box. Песня стала лидером в чарте Новой Зеландии. Также песня вошла в первую пятёрку чартов Бельгии и Нидерландов.

## Чарты
| Чарт (1963-64)                        | Пиковая позиция |
| ------------------------------------- | --------------- |
| Австралия (Kent Music Report)         | 11              |
| Бельгия/Фландрия (Ultratop 50)        | 4               |
| Бельгия/Валлония (Ultratop 50)        | 17              |
| Франция (IFOP)                        | 57              |
| Германия (GfK)                        | 42              |
| Нидерланды (Single Top 100)           | 5               |
| Новая Зеландия (Listener)             | 1               |
| Великобритания (OCC UK Singles)       | 42              |
| США (Billboard Hot 100)               | 8               |
| США (Billboard Hot R&B/Hip-Hop Songs) | 6               |
| США (Billboard Adult Contemporary)    | 2               |
| США (Cash Box Top 100)                | 8               |